# منتخب تركيا تحت 21 سنة لكرة الطائرة للرجال
منتخب تركيا تحت 21 سنة لكرة الطائرة للرجال هو ممثل تركيا الرسمي في المنافسات الدولية في كرة طائرة في فئة كرة الطائرة للرجال تحت 21 سنة.